# Nyársapát
Nyársapát é um município da Hungria, situado no condado de Peste. Tem 54,03 km² de área e sua população em 2015 foi estimada em 1.889 habitantes.